# Tuc de Moró
El Tuc de Moró és una muntanya de 2.739,1 metres d'altitud que forma part de la carena que separa els termes municipals de Sarroca de Bellera, del Pallars Jussà, en el seu antic terme ribagorçà de Benés, i la Vall de Boí, també de l'Alta Ribagorça.
És a l'oest-sud-oest del Tossal de la Mina i a l'est-nord-est del Cap de les Raspes Roies. És just al nord dels Estanys de Llevata, al nord del terme de Sarroca de Bellera.